# Aloe inexpectata
Aloe inexpectata é uma espécie de liliopsida do gênero Aloe, pertencente à família Asphodelaceae.